# ジャネット・ルポー
ジャネット・ルポー（Janet Paula Lupo, 1950年1月26日 - 2017年11月13日）は、アメリカ合衆国のモデル。米国版『PLAYBOY』1975年11月号および日本版『PLAYBOY』同年12月号のプレイメイトとして知られる。

## 経歴
1950年1月26日、ニュージャージー州ハドソン郡ホーボーケンに生まれる。イタリア、チェコ、アイルランドのルーツを持つ。出生名Janet Paula Lupo。
少女時代は自分を車に連れ込もうとする変質者から身を守る必要があった。7歳のときの1件と、11歳のときの警官を装った変態の1件を憶えている。少し成長すると、39インチ（99センチ）のバストが注目を浴びないような服装や歩き方を学習した。Hoboken High School入学。遅刻の常習犯として放課後に居残りさせられることに嫌気がさして16歳のとき学校を辞める（君は高いIQを持っているのだから…と教師は引き止めたが。また、卒業とする資料もある）。長距離電話のオペレーター、買い付け事務所の受付、United Parcelの交換手などの仕事をしたのち、1974年4月、アポなしでGreat Gorge Resort（ニュージャージー州サセックス郡マカフィー）にバニーの面接を受けに行く。そんな図々しさが評価され（本人による）採用決定。ここではバニーを1年半務める。
Great Gorge Resortで働いているときPLAYBOYのカメラマンに声を掛けられるが、断る。1975年3月、シカゴからカメラマンのポンペオ・ポザールが写真集『Best Bunnies of '75』の撮影のためにやってくる。ポンペオはバニーの写真撮影を始める前に、プレイメイト・オブ・ザ・マンスのテストをするようジャネットを説得する。結果として1975年11月のPlaymate of the Monthの座を射止める。プレイメイトの職務としてカナダ、日本、米国を歴訪、プレイボーイを宣伝した。
1977年1月13日、フロリダ州マイアミ・デイド郡Key Biscayneに移る。客室乗務員として約1年働く。パイロットの一人がチェックリストで彼女の名前を見つけ、プレイメイトであることを皆に教えてしまった。その日から同僚たちの嫌がらせを受け、解雇されるように仕向けられたこともあった。その2年後、航空会社が倒産して彼らは職を失う。
1981年、ニュージャージー州に戻り、不動産取引の免許を取得。ホーボーケンのLiberty Realty LLCで20年以上にわたって働く。Parisian Beauty Academy（ニュージャージー州バーゲン郡ハッケンサック）で美容を専攻。1986年に美容師となる。また、自身のビジネス「Fountain of Youth Body Oil」を立ち上げ、インターネット上で大きな成功を収める。
歴代プレイメイトのなかでもトップクラスの巨大なおっぱいのおかげで一部に根強いファンを持つ彼女は、1984年と1998年に大きなカムバックを果たしている。いずれも1975年のプレイメイト撮影時と変わらぬプロポーションのヌードを披露し、ファンや読者を大いに喜ばせた。プレイボーイ誌を飾る彼女を撮影した同誌スタッフのポンペオ・ポザールは、1984年に彼女のヌードを再撮影した際に「彼女だけは何か特別なものを食べているに違いない」と評している。
2010年頃まで、歴代プレイメイトを始めとする女性モデルが集まるグラマーコンというイベントに定期的に参加し、ファンとの交流を図っている。
2017年11月13日、ニュージャージー州ハドソン郡ジャージーシティのJersey City Medical Centerで死去。死因はガン。享年67。

## 人物・エピソード
- プレイメイトは巨乳をウリにしていないとはいえ、センターフォールドなどで見せたその乳房の圧倒的なボリュームは、『SCORE』誌や『GENT』誌などのグラマー系メディアを飾るモデルと比較しても遜色ないもので、日本語版『PLAYBOY』特別編集の写真集『プレイメイト312』でも「プレイメイト最高のボイン」と紹介されている。
- 好きな作家はマリオ・プーゾ[1]
- 二人の兄はベトナムで燃えるヘリコプターから4人のGIを救出してメダルを授与されたことがある。ただしジャネットは新聞を読むまでそれを知らなかった[1]。
- 波止場(On the Waterfront)の撮影当時、屋上シーンの撮影に使われた建物には彼女の女友達が住んでいた。彼女自身もそこからわずか数ブロックの場所に住んでいた[4]。
- 漫画家のにしまきとおるは好きなプレイメイトとしてジャネット・ルポーとマリリン・ランジを挙げている[8]。